# アラン・バース
アラン・バース（Alan Barth、1906年10月21日 - 1979年11月20日）は、20世紀のアメリカ合衆国のジャーナリスト・著述家であり、特に自由権を専門とする。『ワシントン・ポスト』紙の論説委員を30年間務めた。著作に、1951年の『自由人の忠誠』(The Loyalty of Free Men)などがある。

## 若年期と教育
1906年10月21日、ニューヨーク市でアラン・バース・ラッカイマー(Alan Barth Lachheimer)として生まれ、テキサス州ボーモントで育った。1929年にイェール大学で学士号(Ph.B.)を取得し、1948-49年にニーマン・フェローシップとしてハーバード大学に在籍した。

## キャリア
1936年、ボーモントの「ボーモント・エンタープライズ」に入社した。1938年にワシントンD.C.に行き、マクルーア新聞シンジケートの記者になった。第二次世界大戦中の1941年には、最初は財務省、次に戦時情報局で働いた。
1943年、最高裁判事フェリックス・フランクフルターが、当時『ワシントン・ポスト』の発行者だったユージン・マイヤーにバースを推薦した。マイヤーはバースを論説委員として採用した。1945年、バースは、ワシントンD.C.のバスの白人運転手たちが、黒人を運転手として雇ったらストライキを起こすと経営陣を脅迫していたことを非難し、「人種や肌の色を理由としてこれらの仕事への就業を禁止することは、同時に戦争計画を妨げ、戦争を遂行するための原則を覆すことになる」と述べた。1950年代には、ジョセフ・マッカーシー上院議員による共産主義者の調査に異議を唱えた。1950年、マッカーシーの議会調査委員会から名前を提示された特定の人物に汚名を着せることを拒否したアメリカ共産党元書記長のアール・ブラウダーを、バースは擁護した。その頃、ポスト紙は「親共産主義」として非難されていた。
バースは『ニューヨーク・タイムズ・マガジン』や『ニューヨーク・タイムズ・ブックレビュー』にも寄稿していた。
バースは1972年に引退した。

## 私生活と死去
バースは1939年7月1日にエイドリアン・メイヤー(Adrienne Mayer)と結婚し、2人の子供をもうけた。
バースは公民権運動を擁護し、アメリカ自由人権協会のジョセフ・L・ラウ・ジュニアは個人的に親しい友人だった。また、銃規制を提唱した。
1979年11月20日、癌のため73歳でワシントンD.C.の退役軍人局病院で死去した。

## 影響
『ワシントン・ポスト』の紙面が保守的なものからリベラルな物へと変化したのは、バースの影響である。デイヴィッド・ハルバースタムは、バースのことを「ほとんどの知的な男よりも情熱的であり、ほとんどの情熱的な男よりも知的で理性的である」と評した。
「ニュースは歴史の第一稿に過ぎない」(News is only the first rough draft of history)という言葉の最も古い使用例はバースのものであり、1943年にこの言葉を使っている。

## 著作
1951年の『自由人の忠誠』(The Loyalty of Free Men)でヒルマン賞を受賞した。1952年、アメリカ芸術科学アカデミーのフェローに選出された。アメリカ政府はこの本を公共図書館から撤去させた。
バースの死後、記事・論説・スピーチなどをまとめた『自由人の権利』(The Rights of Free Men: An Essential Guide to Civil Liberties)が出版され、バースの最も有名な著書となった。

### 書籍
- The Rights of Free Men: An Essential Guide to Civil Liberties (1984)
- Prophets with Honor: Great Dissents and Great Dissenters in the Supreme Court  (1974)
- Presidential Impeachment (1974)
- Government by investigation (1973)
- The Heritage of Liberty (1965)
- Law Enforcement versus the Law (1963)
  - 日本語訳：児島武雄、刑法読書会 訳『市民の自由と警察権力―違法な法の執行』日本評論社、1966年。
- The Price of Liberty (1961)
- When Congress investigates (1955)
- The Loyalty of Free Men (1951)
  - 日本語訳：内田力蔵 訳『自由人の忠誠』新評論社、1954年。

### 記事
- "F.D.R. as a politician" in Harper's (February 1945)[9]
- "How good is an FBI report?" in Harper's (March 1954)[10]
- "Why handle criminals with kid gloves?" in Harper's (September 1959)[11]